# Malazgirt (stad)
Malazgirt (of Manzikert) is een plaats gelegen in het oosten van Turkije en telt 23.697 inwoners (2000).
Het gelijknamige district heeft 68.990 inwoners (2000) en is een van de zes districten van de provincie Muş.
In 1071 brachten de Seltsjoeken onder aanvoering van Alp Arslan in de slag bij Manzikert de Byzantijnen een nederlaag toe, wat het begin inluidde van de immigratie van Turkse volkeren in Anatolië.
- Library of Congress Control Number: n82109690
- Nationale Bibliotheek van Tsjechië: ge1242193
- Nationale Bibliotheek van Israël: 987007557441505171
- Virtual International Authority File: 158300347